# Chiesa di Santa Ripsima
La chiesa di Santa Ripsima (in armeno Սուրբ Հռիփսիմէի եկեղեցի?) è una chiesa di Echmiadzin, in Armenia. Fu costruita attorno al 618 per volere del catholicos d'Armenia Gomidas sul sito in cui sorgeva il mausoleo contenente le reliquie di santa Ripsima, fatto costruire nel 395 da Isacco il Grande. Il nome della chiesa si deve a Ripsima, o Hripsime, una suora romana martirizzata con altre vergini (tra cui Gaiana) nel IV secolo per ordine del re armeno Tiridate III. Nel 2000 la chiesa è stata inclusa nella lista dei patrimoni dell'umanità UNESCO insieme alla cattedrale di Echmiadzin, al sito archeologico di Zvartnots ed alle chiese di Santa Gaiana e di Shoghakat.

## Storia e descrizione
La chiesa sorge sul luogo in cui avvenne il martirio di santa Ripsima, poco prima della conversione dell'Armenia al cristianesimo (avvenuta nel 301). Nella sua "Storia degli armeni", risalente al V secolo, lo storiografo Agatangelo scrisse che la giovane e bella Ripsima (Hripsimé) era una suora di Roma costretta con la forza a sposare l'imperatore Diocleziano. Per evitare che il matrimonio avesse luogo, lei, la sua badessa Gaiana ed altre suore fuggirono dal monastero di Edessa e si rifugiarono in Armenia. Qui il re pagano Tiridate III ricevette una lettera da parte dell'imperatore romano in cui quest'ultimo descriveva la bellezza di Ripsima. Dopo aver scoperto il luogo in cui le donne si nascondevano, Tiridate III si innamorò di Ripsima prima e di Gaiana poi. A seguito del rifiuto oppostogli dalle due suore, Tiridate decise di farle torturare ed uccidere. Sul luogo in cui trovò la morte Ripsima sorge la chiesa a lei dedicata, così come sul luogo in cui fu martirizzata Gaiana fu costruita l'omonima chiesa. Dove vennero uccise le loro 38 compagne venne invece costruita la chiesa di Shoghakat. Poco dopo la morte delle martiri cristiane il re Tiridate III si convertì grazie a san Gregorio l'Illuminatore e fece dell'Armenia il primo regno cristiano della storia.
Come testimoniano due iscrizioni presenti in chiesa (una nella facciata occidentale e l'altra nell'abside orientale) e la testimonianza dello storico Sebeos, la chiesa fu costruita durante il periodo in cui il catholicos d'Armenia era Gomidas (615-628). Secondo Arakel di Tabriz l'edificio, al pari delle altre chiese della città, fu sottoposto ad un intervento di restauro nel corso del catholicosato di Philippos I, probabilmente tra il 1651 ed il 1653. Nel 1790 fu costruita una torre campanaria sul lato ovest della chiesa. L'abside orientale possedeva originariamente una sola finestra, ma in seguito ne furono aggiunte altre due per via delle tendenze calcedoniane delle gerarchie della Chiesa apostolica armena. All'interno della chiesa è di particolare interesse la pala d'altare del 1741, la quale dimostra l'alto livello raggiunto dalle arti applicate nell'Armenia del XVIII secolo. Oltre ad ospitare le reliquie della santa che dà il nome alla chiesa, l'edificio ospita le sepolture dei due catholicoi, Asdvadzadur e Garabed II.

## Galleria d'immagini

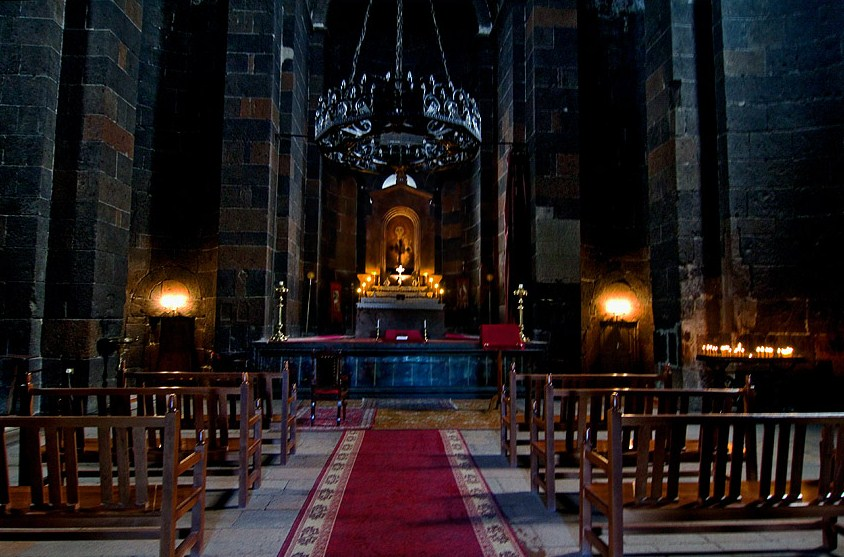
L'altare
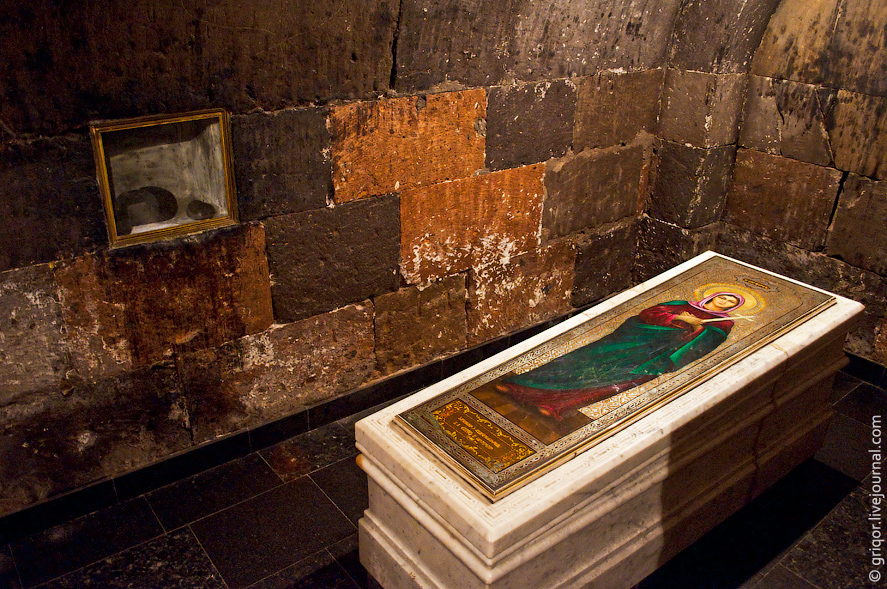
Tomba di Santa Ripsima
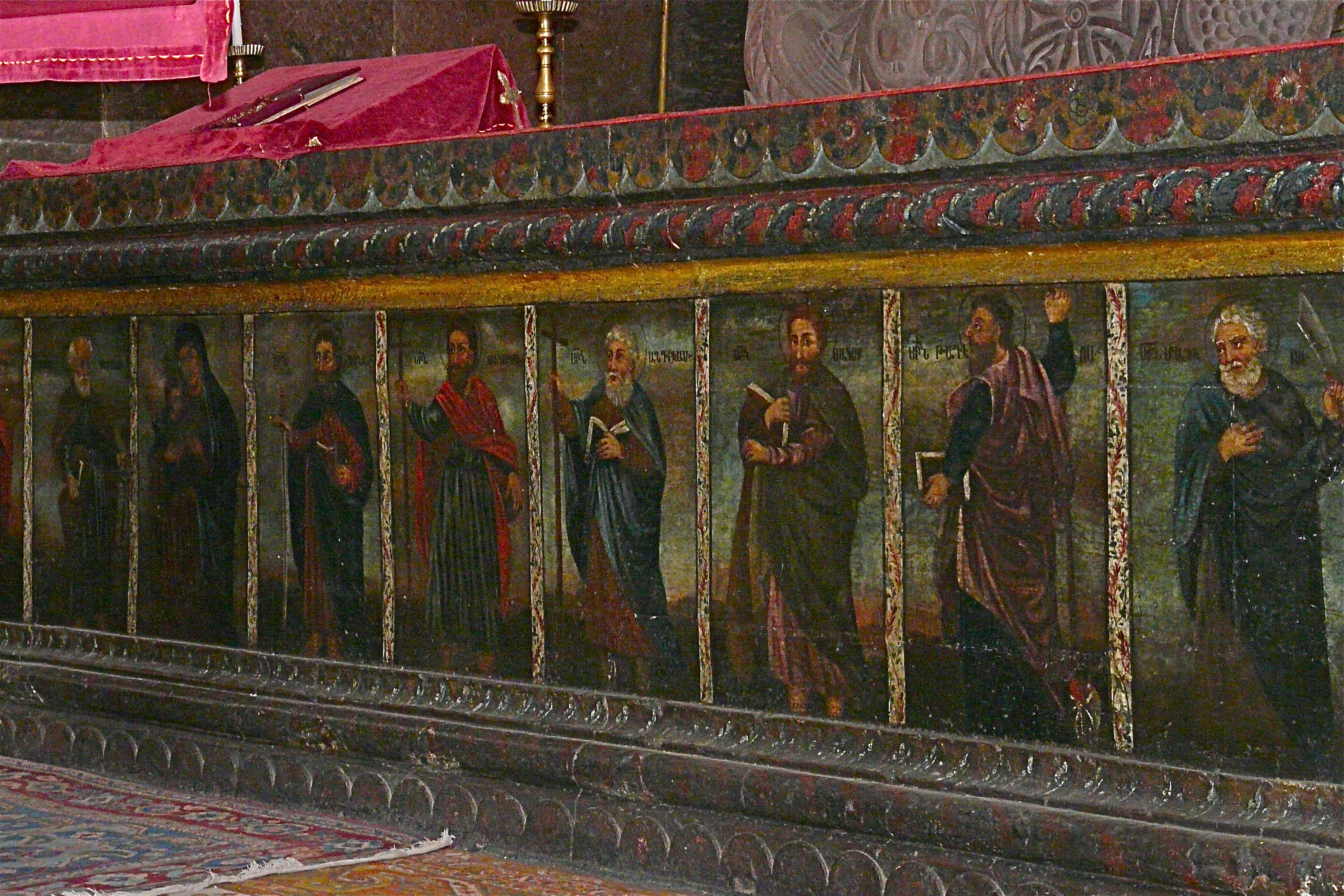
L'iconostasi
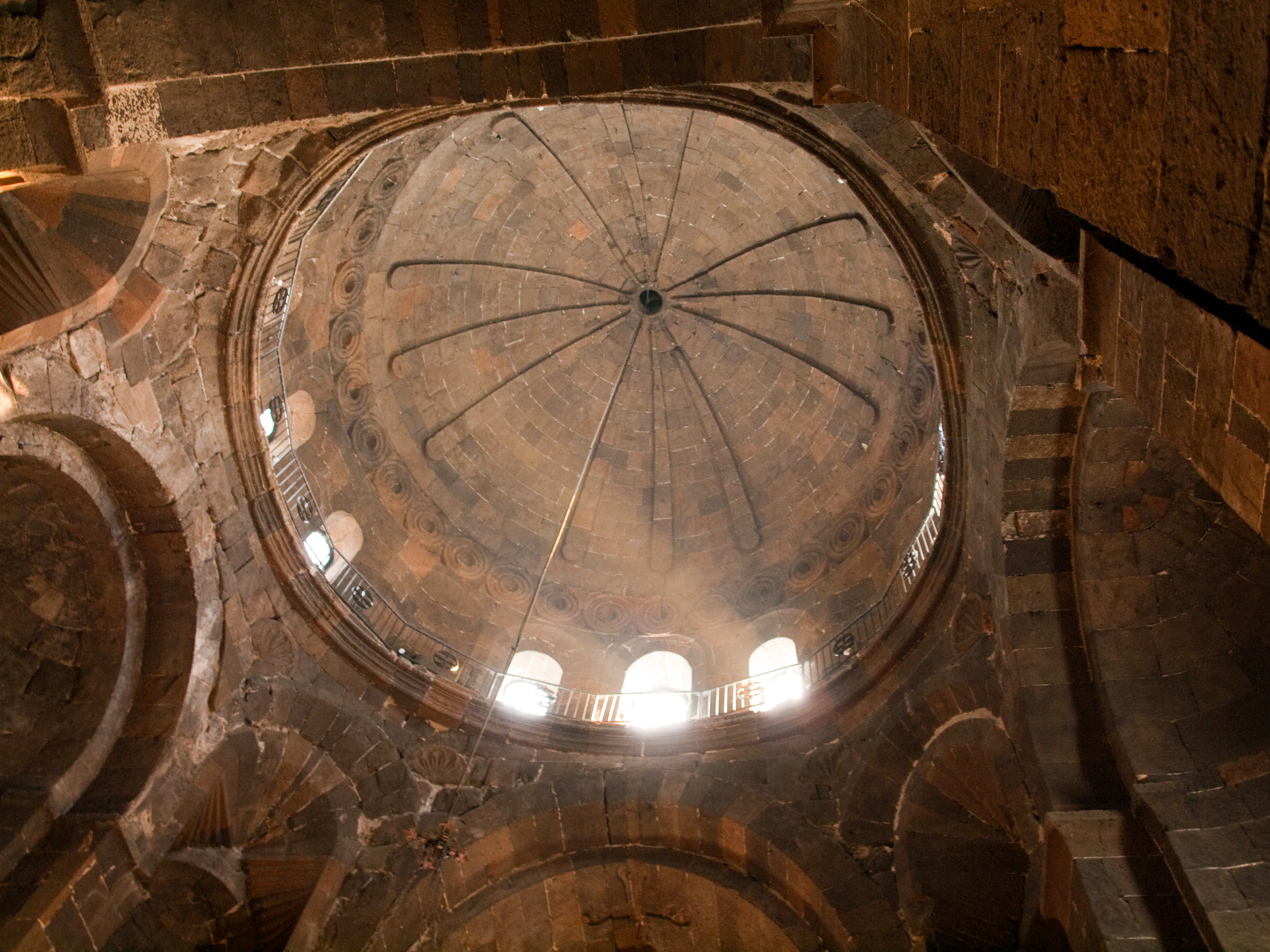
La cupola
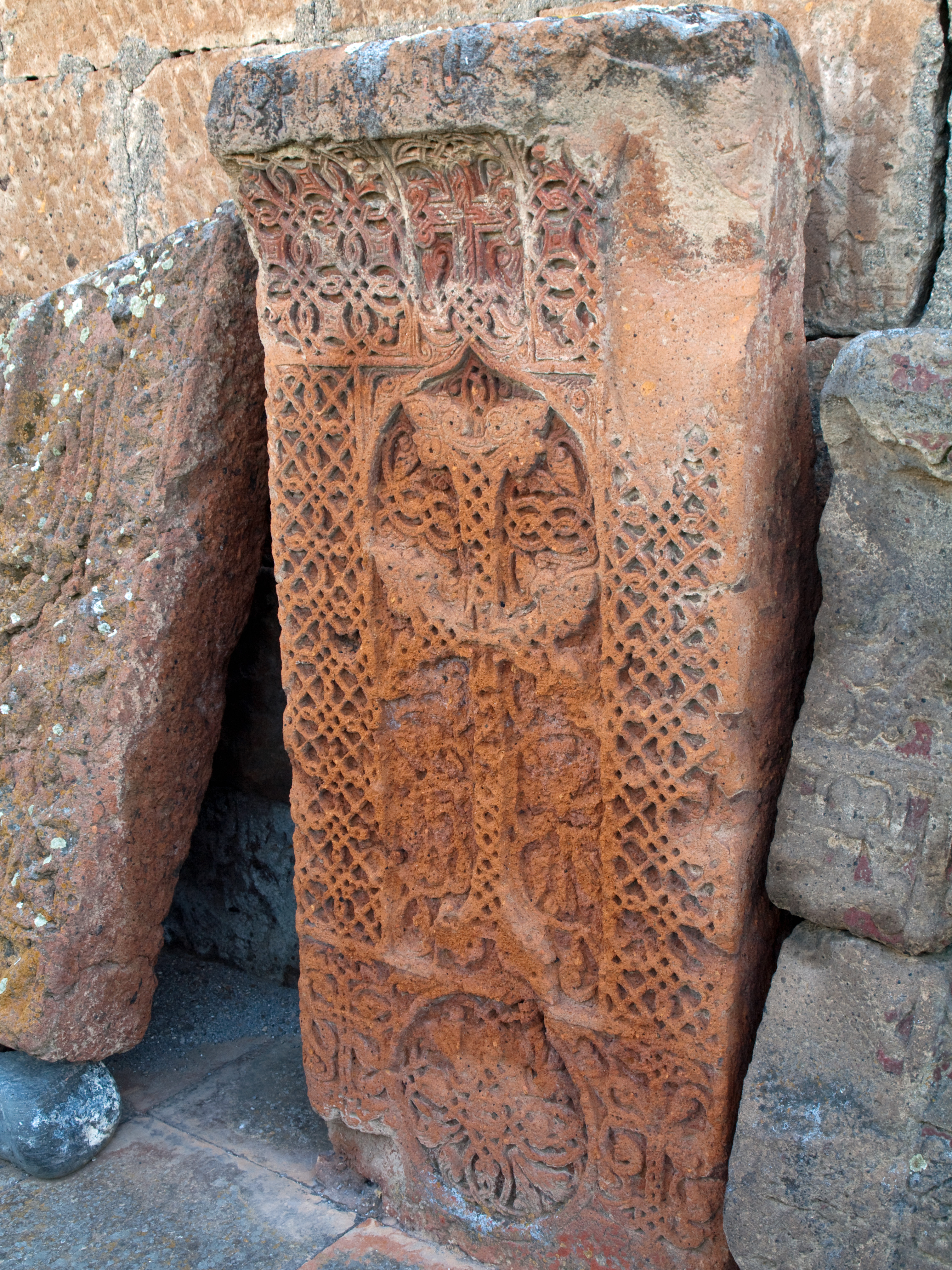
Un khachkar
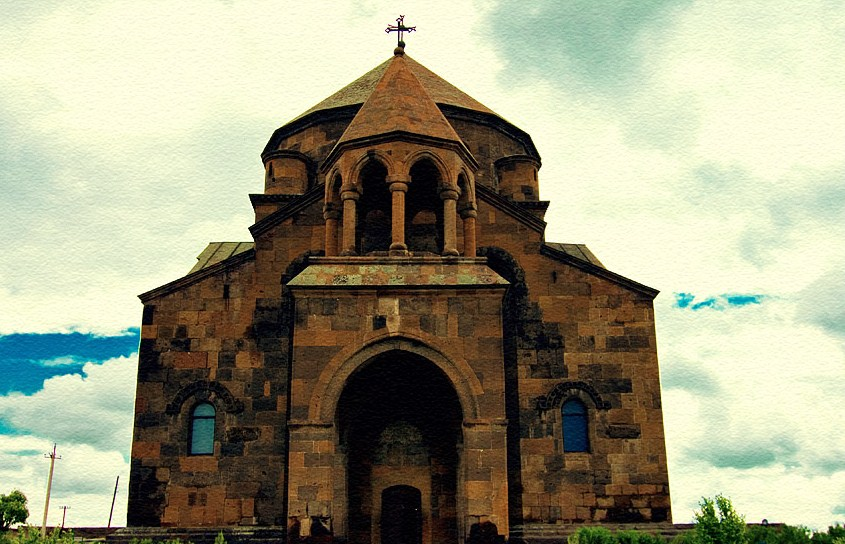
Il campanile